# ۵ (قمری)
۵ (قمری)، پنجمین سال در گاهشماری هجری قمری است. این سال به نام سنةالزلازل نامگذاری شده است. 

## رویدادها
- ۱۰ محرم - غزوه ذات‌الرقاع میان مسلمانان مدینه و بنی‌غطفان
- ربیع‌الاول - غزوهٔ دومةالجندل
- امضای معاهده میان عیینه بن حصن فزازی و پیامبر اسلام
- ۱۷ شوال - غزوه خندق میان مسلمانان مدینه و سپاهیان متحد بت‌پرست و یهودی
- ۲ شعبان - غزوه بنی‌مصطلق میان پیامبر اسلام و طایقه مصطلق که علیه مسلمانان توطئه کرده بودند.  برخی این واقعه را مربوط به ۲ شعبان سال ششم هجری می‌دانند.
- ذوالقعده - غزوه بنی‌قریظه
- ذوالقعده - ازدواج پیامبر اسلام با ریحانه بنت زید (برخی بر این باورند که ازدواج نبوده و کنیزی بوده است)
- ازدواج پیامبر اسلام با زینب بنت جحش عمه‌زادهٔ خود
- ازدواج پیامبر اسلام با جویریه بنت حارث
- وقوع زلزله در مدینه

## زادگان
- عبدالرحمن بن زید بن خطاب
- ابو عاصم عبید بن عمیر لیثی
- ابو عثمان عنبسة بن ابی سفيان بن حرب اموی قرشی

## درگذشتگان
- شاهین بهمن‌زادگان از سرداران ساسانی و مرزبان ارمنستان که پیروزی‌های بزرگی بر رومیان در کارنامه داشت. وی در جنگ‌های زیادی شرکت کرده بود.
- عمرو بن عبدود عامری قرشی به دست علی ابن ابی‌طالب در غزوه خندق (احزاب)
- حِسْل بن عبدود عامری قرشی به دست علی ابن ابی طالب در غزوه خندق
- نوفل بن عبدالله بن مغیره مخزومی قرشی در جنگ با مسلمانان در جریان غزوه خندق
- ۱۹ جمادی الاول - زبیراسمیه بنت ابواحک
- سعد بن معاذ اوسی از صحابه پیامبر اسلام در جنگ خندق
- انس بن اوس اوسی انصاری در جنگ خندق
- عبدالله بن سهل اشهلی اوسی از صحابه پیامبر اسلام در جنگ خندق
- ثعلبة بن عنمه از صحابه پیامبر اسلام در جنگ خندق
- الطفیل بن مالک به دست وحشی بن حرب در جنگ خندق
- کعب بن زید نجاری خزرجی به دست ضرار بن خطاب فهری قرشی در جنگ خندق
- سفیان بن عوف اسلمی در جنگ خندق
- سنان بن صیفی از صحابه پیامبر اسلام در جنگ خندق
- کعب بن اسد قرظی، رئیس قبیله بنی‌قریظه
- ابوسنان بن محصن از یاران پیامبر در جریان محاصره بنی‌قریظه
- ربیعه بن طریف عنبری از شاعران و جنگاوران عرب جاهلی
- حادره از شاعران عرب جاهلی
- امیة بن ابی‌الصلت، شاعر (به روایتی)